# Sin-shar-ishkun
Sin-shar-ishkun o Sinsharishkun (Acadio: ; "Sîn ha establecido al rey") fue el último rey asirio que gobernó en Nínive, la capital imperial. Ocupó el trono tras el asesinato de su hermano y antecesor, Assur-etil-ilani, y el breve reinado de Sin-shumu-lisir.
Hijo de Asurbanipal y su esposa Libbali-sarrat, sucedió a su hermano en circunstancias inciertas, pero no necesariamente violentas. Sin-shar-ishkun se enfrentó de inmediato a la revuelta de uno de los principales generales de su hermano, Sin-shumu-lisir, que intentó usurpar el trono para sí mismo. Aunque Sin-shumu-lisir fue derrotado relativamente rápido, la inestabilidad causada por su revuelta, combinada con un interregno en curso en Babilonia en el sur (ni Sin-shar-ishkun ni Sin-shumu-lisir se habían proclamado formalmente como reyes de Babilonia) podría ser lo que hizo que  hizo posible que Nabopolasar, un sureño de origen desconocido, se levantara y tomara el poder en Babilonia.  La incapacidad de Sin-shar-ishkun para derrotar a Nabopolasar, a pesar de los repetidos intentos en el transcurso de varios años, permitió a Nabopolasar consolidar su poder y formar el Imperio neobabilónico, restaurando la independencia de Babilonia después de más de un siglo de dominio asirio. El Imperio neobabilónico y el Imperio medo recién formado bajo Ciáxares invadieron el corazón de Asiria. En el 614 a. C. los medos capturaron y saquearon Aššur, el corazón ceremonial y religioso del Imperio asirio, y en el 612 a. C. sus ejércitos combinados atacaron, saquearon brutalmente y arrasaron Nínive, la capital asiria. Se desconoce el destino de Sin-shar-ishkun, pero se supone que murió en la defensa de su capital. Solo lo sucedió como rey Ashur-uballit II, posiblemente su hijo, quien reunió lo que quedaba del ejército asirio en la ciudad de Harrán.
A pesar de la catastrófica caída de Asiria, no hay nada que sugiera que Sin-shar-ishkun fuera menos competente que sus exitosos predecesores, los reyes guerreros. Empleó las mismas tácticas que sus predecesores y parece haber utilizado sus fuerzas de manera racional y estratégica, luchando completamente en línea con la guerra asiria tradicional. Lo que condenó a Asiria podría haber sido, en cambio, la falta de un plan defensivo efectivo para el corazón de Asiria, que no había sido invadido en quinientos años, combinado con tener que enfrentarse a un enemigo que pretendía destruir Asiria por completo en lugar de simplemente conquistarla.

## Biografía

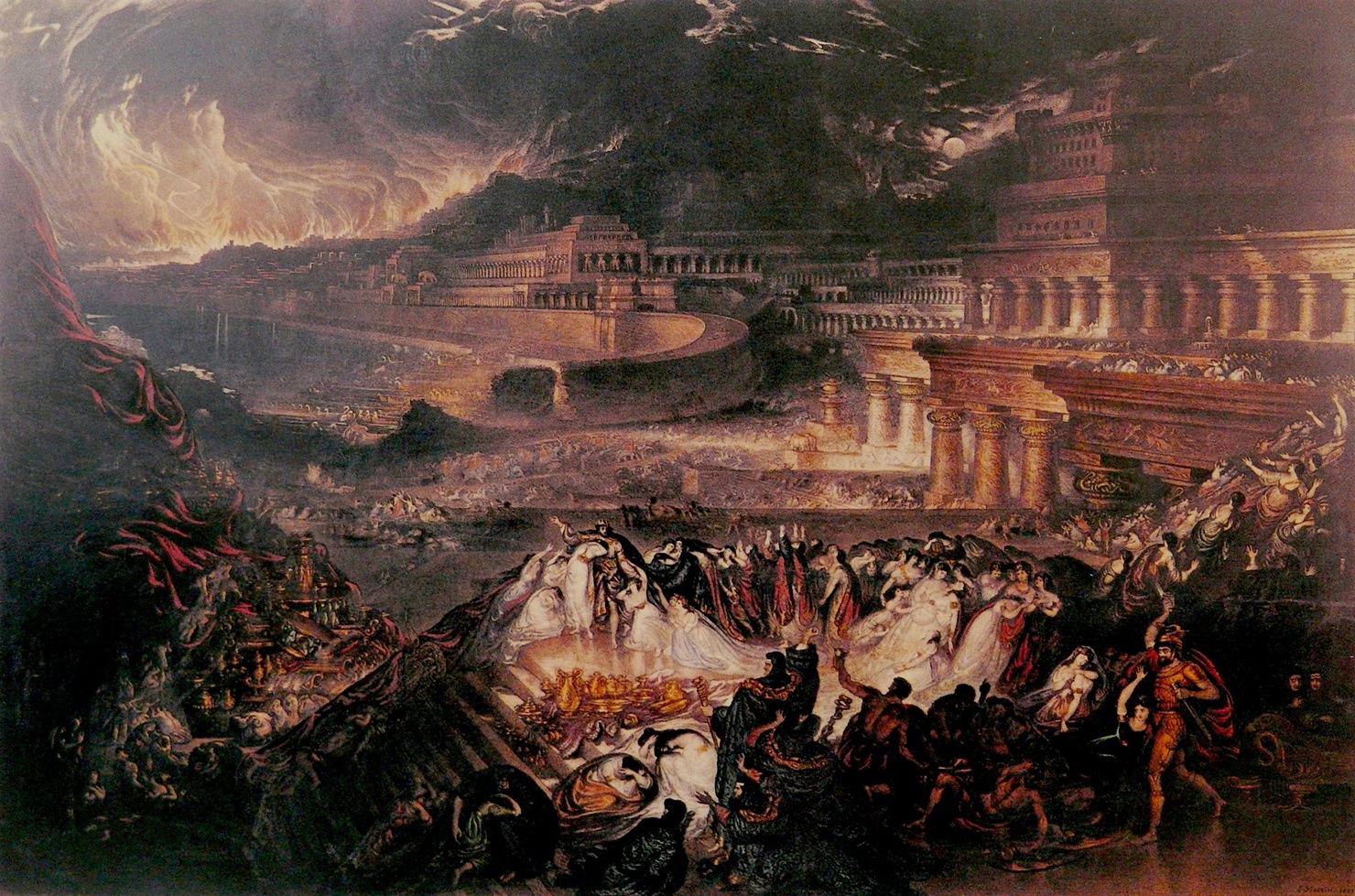
Fall of Nineveh de John Martin, (1829).

Heredó un Imperio que se venía a pique tras la rebelión de Babilonia y las continuas luchas internas. Al inicio de su reinado, sometió a los rebeldes asirios que asesinaron a su hermano, acabando con la guerra civil. En 626 a. C. pudo rechazar un ataque de Nabopolasar a Nippur, y contraatacó, bloqueando la ciudad de Babilonia. Aunque debilitado, el ejército asirio todavía tenía la iniciativa, y bajaba cada año a Acad para acciones de intimidación, pero la situación evolucionaba en favor de Babilonia. En 623 a. C., la región de Der se rebeló contra Asiria, y Nínive tuvo que rechazar un ataque de Fraortes de Media. Aquí se interrumpe el texto de la crónica, que se reanuda en 616 a. C.
La nueva crónica refleja un cambio en la relación de fuerzas. En adelante, son las tropas babilónicas las que toman la iniciativa, remontando el valle del Éufrates, y luego el Tigris, para llevar a los asirios hasta el pequeño Zab. En la campaña siguiente, sitiaron la antigua capital asiria, Assur. En 614 a. C., los medos, dirigidos por Ciaxares lanzan una vigorosa ofensiva y toman Assur, a la vez que firman un tratado con Nabopolasar. Al año siguiente, Sin-shar-ishkun, todavía puede rechazar a los babilonios en el valle del Éufrates, pero en agosto de 612 a. C., la confederación de medos y babilonios tomó y destruyó Nínive, tras varios meses de asedio. Sin-shar-ishkun fue asesinado durante el asalto de la ciudad, al igual que toda la población que allí se encontraba.